# 量產型璃子～最後的模型女子人生組裝記～
《量產型璃子～最後的模型女子人生組裝記～》（日语：／ ryousangatariko saigo no puramo zyosi no zinsei kumi tateki */?）是2024年6月28日（27日深夜）到8月30日（29日深夜）在東京電視網的「週四劇場24」播放的電視劇。主演為與田祐希（乃木坂46）。
與2023年在同一時段播出的《量產型璃子～另一人的模型女子人生組裝紀～》之後，此作為量產型系列的第三部作品。本作描繪了回到家鄉的璃子與她的家人度過的一個夏天。

## 劇中故事摘要
回到老家的璃子，在整理祖父的遺物時，意外發現尚未完成的模型，於是璃子去了祖父生前愛去的模型店把模型完成，也因為製作了模型，璃子開始對祖父及家人有了了解，所以決定整個夏天都留在老家，完成祖父的遺憾。

## 出演人員

### 主要人員
小向璃子（こむかい りこ）
演員－與田祐希（乃木坂46） 
主角。派遣員工

### 小向家
小向侑美（こむかい ゆみ）
演員－市川由衣  
璃子的姐姐
小向香繪（小向香絵／こむかい かえ）
演員－佐月絵美
璃子的妹妹。高中生。
小向浩一郎（こむかい いちろう）
演員－矢柴俊博  
璃子的爸爸。地方職場的職員
小向由里香（こむかい ゆりか）
演員－浅香唯
璃子的媽媽。
小向仁（こむかい ひとし）
演員－森下能幸 
璃子的爺爺（祖父），已故。生前喜歡拼模型。

### 矢島模型店
小向仁生前喜歡去的模型店
小青（アオ）
演員－石川悠佳（LINKL PLANET）
 打工店員。溫柔地協助璃子製作模型。
矢島一（やじま はじめ）
演員－田中要次  
矢島模型店店長，通稱「矢叔」（やっさん），與仁關係非常好。

### 客串人物

#### 第2集
勇斗
演員－長尾翼
璃子的堂弟
嬸嬸
演員－和田光沙
勇斗的媽媽，璃子的嬸嬸
犬塚輝（第4、9、10集）
演員－兒島雄一 
 在十一町推進溫泉度假村開發的，旺集團開發股份有限公司的員工。
猿渡敦
演員－與座嘉秋 
 犬塚的部下。

#### 第3集
高木真司（たかぎ しんじ）
演員－望月步
在超級中村進行實演銷售的當地超市密切合作型偶像。

#### 第6集
大石亮太
演員－中島步
侑美的老公

#### 第7集
淺井祐樹
演員－前田旺志郎  
璃子小時候的玩伴

## 放送日程
| 集數   | 播放日期 | 各集主題            | 編劇人員   |
| ------ | -------- | ------------------- | ---------- |
| 第1集  | 6月28日  | 離別與相遇 （別れと出会い）     | 畑中翔太   |
| 第2集  | 7月5日   | 璃子和自由研究 （リコと自由研究） | 畑中翔太   |
| 第3集  | 7月12日  | 媽媽的推事 （母の推し事）     | 富田雄大   |
| 第4集  | 7月19日  | 變成金子 （金になる）       | 翻車魚家城 |
| 第5集  | 7月26日  | 我想過山峠 （峠を越えたい）     | 畑中翔太   |
| 第6集  | 8月2日   | 追求真實 （リアルを求めて）       | 翻車魚家城 |
| 第7集  | 8月9日   | 為了能站在旁邊 （隣に立つために） | 翻車魚家城 |
| 第8集  | 8月16日  | 去吧！香繪 （行くよ、香絵!）     | 畑中翔太   |
| 第9集  | 8月23日  | 十一町奪還計畫 （十一町奪還計画） | 富田雄大   |
| 第10集 | 8月30日  | 小向家，解散 （小向家、解散!）   | 畑中翔太   |

## 播放
| 播放期間              | 播放時間            | 播出電視台   | 對象區域       | 備註         |
| --------------------- | ------------------- | ------------ | -------------- | ------------ |
| 2024年6月28日—8月30日 | 星期五 00:30－01:00 | 東京電視台   | 關東廣域圈     | 製作局       |
| 2024年6月28日—8月30日 | 星期五 00:30－01:00 | 大阪電視台   | 大阪府         |              |
| 2024年6月28日—8月30日 | 星期五 00:30－01:00 | 愛知電視台   | 愛知縣         |              |
| 2024年6月28日—8月30日 | 星期五 00:30－01:00 | 瀨戶內電視台 | 岡山縣、香川縣 |              |
| 2024年6月28日—8月30日 | 星期五 00:30－01:00 | 北海道電視台 | 北海道         |              |
| 2024年6月28日—8月30日 | 星期五 00:30－01:00 | TVQ九州放送  | 福岡縣         |              |
| 2024年7月3日—9月4日   | 星期三 00:00－00:30 | BS東視       | 全國           |              |
| 2024年7月3日—9月4日   | 星期三 00:00－00:30 | BS東視4K     | 全國           | 以4K升頻播出 |
| 2024年8月10日—10月5日 | 星期四 23:30－00:00 | 和歌山電視台 | 和歌山縣       |              |

## 外部連結
- 【週四劇場24】量產型璃子～最後的模型女子人生組裝紀～ 官方網站－東京電視台
- 與田祐希主演「量產型璃子」東京電視台官方的X（前Twitter）
- 與田祐希主演「量產型璃子」東京電視台官方的Instagram帳戶

| 日本 東京電視台系列 週四劇場24         | 日本 東京電視台系列 週四劇場24                                    | 日本 東京電視台系列 週四劇場24 |
| -------------------------------------- | ----------------------------------------------------------------- | ------------------------------ |
|                                        | 量產型璃子 ～最後的模型女子人生組裝記～ （2024年6月28日—8月31日） |                                |
| 25點，在赤坂 （2024年4月19日—6月21日） | 鐵道迷道子，2萬公里~稚父篇 （2024年9月6日—9月13日）               |                                |